# Pachalik de Ioannina
1670–1867
Entités précédentes :
- Pachalik de Roumélie (partie)

Entités suivantes :
- Vilayet de Ioannina

L'eyalet ou pachalik de Ioannina (en turc : Eyālet-i Yānyâ) est une province de l'Empire ottoman qui a existé de 1670 à 1867. Elle couvrait une partie de la Grèce et de l'Albanie actuelles. Sa capitale était Ioannina (Janina, Yania).

## Histoire

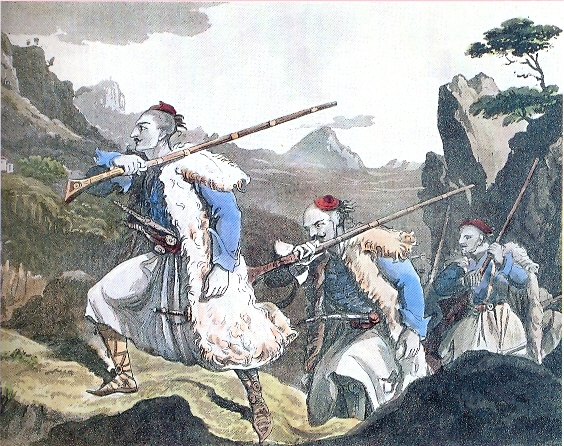
Montagnards albanais, gravure d'après un dessin de Cockerell, 1812-1813

Le pachalik de Ioannina est détaché en 1670 du pachalik de Roumélie. À sa plus grande extension, il couvre les sandjaks de Ioannina, Berat, Arghiri (Gjirokastër) et Trikala. À la fin du XVIIIe siècle, Ali Pacha de Tepelen, un officier ottoman d'origine albanaise, établit un pouvoir semi-indépendant et se fait reconnaître comme gouverneur en combattant, pour le compte de la Sublime Porte, des féodaux et des montagnards rebelles comme les Souliotes. En 1798-1799, il participe à la guerre contre la France en s'emparant des anciennes possessions vénitiennes de Butrint, Vonitsa et Preveza. Il entre en révolte contre la Porte en mars 1820 et, à l'issue d'une dure campagne, il est tué le 5 février 1822. Son successeur, Omer Vryonis, lui aussi albanais, commande les forces ottomanes dans l'ouest de la Grèce pendant la guerre d'indépendance grecque. Le pachalik est alors ramené aux régions de Ioannina et Berat. En 1867, il est transformé en vilayet de Ioannina.

## Subdivisions

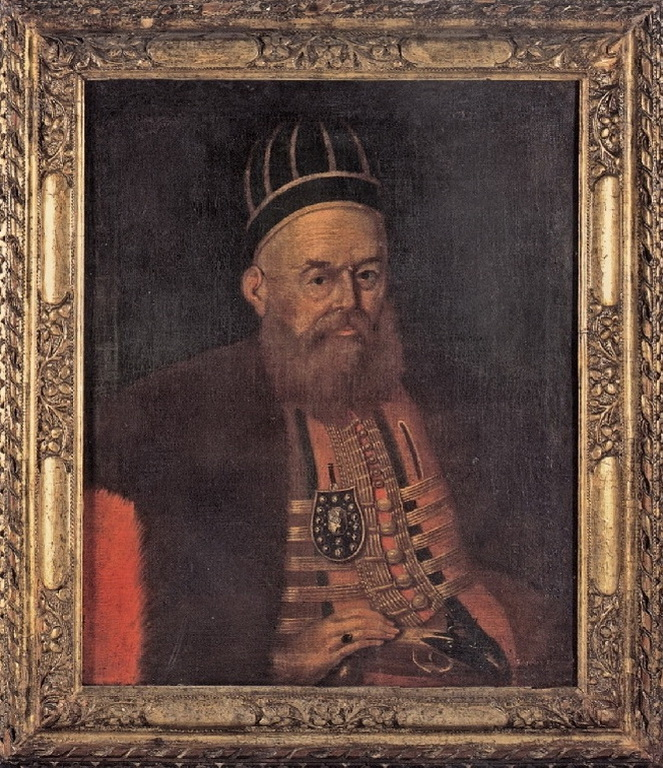
Ali Pacha de Janina par Spyridon Venturas, 1818

Au milieu du XIXe siècle, le pachalik compte quatre sandjaks :
1. Sandjak de Berat
2. Sandjak d'Arghiri (Gjirokastër)
3. Sandjak de Ioannina
4. Sandjak d'Arta

### Sources et bibliographie
- (en) Cet article est partiellement ou en totalité issu de l’article de Wikipédia en anglais intitulé « Ioannina Eyalet » (voir la liste des auteurs) dans sa version du 14 mai 2016.